# ناحية المأمون

وصل صادر من ناحية الدورة عام 1927 وهو عام تأسيسها

ناحية المأمون هي ناحية في قضاء الكرخ بجنوب غرب محافظة بغداد بالعراق، مساحتها 229 كيلومتراً مربعاً، ويقدر عدد سكانها 1401463 سنة 2022، وعدد محلّاتها السكنية 75 محلّة.

## نبذة تعريفية
ذكر المؤرخ عبد الرزاق الحسني في مقال عن لواء بغداد نشرته مجلة لغة العرب سنة 1928م، جاء فيه: ان ناحية الدورة مركزها قصر قائم على الضفة اليمنى من دجلة في محل يبعد من بغداد ثلاثة أميال جنوبا وليس فيها دور ولا عمران. الا انه بالقرب منها الهنيدي المؤسسة بعد الإحتلال البريطاني والمتخذة محطة للطيران ومسكنا للبريطانيين المستخدمين في جيشهم. وكرر المؤرخ الحسني كلامه عن ناحية الدورة في موضع اخر فيقول: هذه الناحية اسمية ليس فيها عمران ولا سكان، وإنما هي مرجع الزراعين والفلاحين القاطنين في أراضيها الزراعية الشاسعة، ومركزها قصر قائم على ضفة دجلة اليمنى في دورة أخذت إسمها منها، ويقع هذا القصر على مسافة خمسة كيلو مترات من العاصمة جنوبا.
ويقابل ((ناحية الدورة)) على ضفة دجلة اليسرى، معسكر الرشيد الذي يضم معظم آليات الجيش العراقي ومؤنه وطائراته وسائر تجهيزاته. وفي هذا المعسكر منشآت رسمية كثيرة وميادين للتمرين مختلفة، وكان الجيش البريطاني قد أشغله منذ إحتلاله بغداد في سنة 1917م، حتى إنتقل إلى الجيش العراقي عام 1937.
وكما يبدو من النص بأن ناحية المأمون في بداية تأسيسها سميت ناحية الدورة.

## ناحية الدورة
لقد ورد في دليل المملكة العراقية لسنة 1935-1936 ان لواء بغداد يقوم من مركزه وتتبعه أربع نواحي وهي: الكرادة، والدورة، وسلمان باك، والأعظمية. ومن ثلاثة أقضية هي: سامراء، والمحمودية، والكاظمية.
وناحية الدورة: مركزها قائم على ضفة دجلة اليمنى مع جملة بيوت حقيرة للفلاحين وهي على بعد ثلاثة أميال من بغداد، ويقابلها (على ضفة دجلة اليسرى) قرية الهنيدي (وعرفت باسم معسكر الهنيدي) المؤسسة بعد الإحتلال البريطاني في العراق والمتخذة محطة للطيران الإنكليزي ومسكنا للموظفين البريطانيين المستخدمين في الجيش البريطاني أو في الحكومة العراقية أو في القوة الجوية الإمبراطورية. ومن الجدير بالذكر أنه في عام 1952م، قام الدكتور أحمد سوسة بنشر مصنفه الموسوم: (أطلس العراق الإداري) المعزز بالمعلومات وبالخرائط الملونة عن لواء بغداد وأقضيته ونواحيه، ومن بينها خارطة توضح حدود وموقع ومساحة ناحية الدورة ضمن لواء بغداد آنذاك. وكذلك وردت نفس المعلومات في مصنفه الآخر اطس بغداد مضيفا اليها خريطة منطقة الهنيدي الواقعة في الضفة المقابلة لمركز ناحية الدورة.

## قضاء الزعيم
وجاء في دليل الجمهورية العراقية لسنة 1960 تم احداث قضاء الزعيم (نسبة للزعيم عبد الكريم قاسم) في لواء بغداد وتحول اسم ناحية الدورة إلى ناحية المأمون، حيث صدر تشريع رقم (732) لسنة 1961م، يشير إلى احداث قضاء الزعيم يكون مركزه في الجانب الغربي من مدينة بغداد وترتبط به ناحيتي الزعيم (ويكون مركزها الوشاش)، والمأمون (الدورة سابقاً) وعدد القرى فيه 26 قرية. والجدير بالذكر أنه في عام 1963م، تم إبدال اسم قضاء الزعيم باسم قضاء الكرخ، وتم إبدال اسم ناحية الزعيم باسم ناحية المنصور، وذلك إستناداً إلى القرار الصادر من وزير الداخلية علي صالح السعدي مستنداً إلى صلاحياته المخول بها وفق المادة الخامسة من قانون إدارة الألوية رقم (16) لسنة 1945.

## أحياء ناحية المأمون ومقاطعاتها
| اسم الحي | عدد مساكنه سنة 2017 | تقدير سكانه سنة 2022 | مساحته كيلومتراً |
| ذي قار   | 3163                | 35091                | 8               |
| التأميم  | 9922                | 61801                | 8               |
| الحضر    | 11497               | 87116                | 6               |
| الجزائر  | 2042                | 20883                | كيلومتران       |
| زبيدة    | 11408               | 661607               |                 |
| المعرفة  | 4338                | 17848                | 4               |
| الجزيرة  | 3163                | 14266                | 9               |
| البويب   | 864                 | 11030                |                 |
| الخورنق  | 3859                | 10612                | 16              |
| أجنادين  | 12064               | 125458               |                 |
| الوركاء  | 11044               | 114419               | 4               |
| الجهاد   | 9332                | 108243               | 5               |
| تبوك     | 5197                | 47654                | 7               |
| ميسلون   | 5458                | 66084                |                 |
| بدر      | 1742                | 19351                | 6               |
| المجموع  |                     | 1401463              |                 |

| المقاطعة ورقمها              | مساحتها | أحياؤها            |
| الخر 1                       |         |                    |
| دورة 3                       |         |                    |
| كرارة 4                      |         |                    |
| عكابية 8                     |         |                    |
| ام العصافير 9                |         | البو عيثة          |
| عامرية 18                    |         |                    |
| سويب 17                      |         |                    |
| ابو المعالف 11               |         |                    |
| قطعة رقم 1 من كشك الاميري 13 |         |                    |
| الجيبه جي الغربي 2           |         | هور رجب            |
| أبو دشير الغربية 10          |         |                    |
| جزء من الجيبه جي الشرقي 5    |         | عرب جبور           |
| جزء من حليجة 4               |         |                    |
| جزء من زريجية 3              |         | حي زبيدة وأبو دشير |

## الحدود الإدارية
ان الحدود الإدارية لمديرية ناحية المأمون واستناداً إلى المادة (9) من القرار الصادر بالرقم (173) من مجلس قيادة الثورة (المنحل) لسنة 1996م، هي:
- من الشمال: شارع مطار صدام الدولي وحتى نهر دجلة والذي يستمر مساره يحد الناحية من الجهة الشمالية.
- من الشرق: نهر دجلة وحتى إلتقاءه مع نهر ديالى (ويعرف موضع الإلتقاء تاريخياً باسم بند قريش) حيث يستمر مساره بإتجاه الجنوب الشرقي للناحية وحتى إلتقاءه مع الحدود الادارية لناحية الرشيد / قضاء المحمودية.
- من الجنوب: الحدود الإدارية لناحية المأمون (من إلتقائها بنهر دجلة) مع كل من ناحيتي الرشيد واليوسفية/ قضاء المحمودية.
- من الغرب: الحدود الإدارية الحالية لناحية المأمون مع ناحية اليوسفية / قضاء المحمودية.

وتشمل الناحية كافة المحلات ذوات الارقام (801 لغاية 899).